# Stephan Freigang
Stephan Timo Freigang (Hohenleipisch, 27 settembre 1967) è un ex maratoneta e mezzofondista tedesco, vincitore della medaglia di bronzo nella maratona ai Giochi olimpici di Barcellona 1992.
Ha preso parte anche ai Giochi olimpici di Atlanta 1996, non portando a termine la gara. Vanta tre partecipazioni ai campionati del mondo di atletica leggera (1991, 1993 e 1995).

## Biografia
Nato nella ex Germania Est, cominciò da ragazzo a correre gare di fondo; a 16 anni debuttò in una 15 km. Nel 1986 è arrivato quarto ai Campionati mondiali juniores nei 10000 metri piani e nella 20 km su strada. Ha corso la sua prima maratona nel 1987 con un tempo di 2 ore, 14 minuti e 34 secondi. La sua carriera sportiva fu messa in pericolo nel 1989 dopo un brutto incidente motociclistico, dal quale riuscì comunque a recuperare e nel 1990 risultò essere il miglior atleta tedesco sui 10000 m piani. Vinse la mezza maratona di Berlino nel 1990 e nel 1992.
Ai Giochi olimpici del 1992 aveva programmato di correre i 10000 m, ma per quella gara non riuscì a qualificarsi. Tuttavia, con il tempo ottenuto nella maratona di Palermo del dicembre 1991 di 2 ore e 12 minuti ebbe la possibilità di unirsi alla squadra olimpica tedesca.
La maratona ai Giochi del 1992 ebbe un finale emozionante. Freigang fu raggiunto in terza posizione, poco prima dell'ingresso nello stadio di arrivo, dal giapponese Takeyuji Nakayama, il quale si avvantaggiò di qualche metro su Freigang nel giro di pista finale, ma, nonostante ciò, Freigang fu in grado di riprendere e di staccare nuovamente Nakayama negli ultimi metri per andare a prendersi la medaglia di bronzo.
Ha vinto nella sua carriera un totale di nove maratone cittadine. Dopo la sua medaglia olimpica non ebbe ulteriori risultati importanti nelle grandi competizioni internazionali. Nel 2005 si ritirò dall'attività agonistica.

## Altre competizioni internazionali
1987
- Oro alla Maratona di Budapest ( Budapest) - 2h14'37"

1988
- 8º alla Maratona di Fukuoka ( Fukuoka) - 2h21'28"

1990
- 4º alla Maratona di Berlino ( Berlino) - 2h09'45"
- 7º alla Maratona di Fukuoka ( Fukuoka) - 2h15'16"
- Oro alla Berlin Half Marathon ( Berlino) - 1h02'25"

1991
- Oro alla Maratona di Palermo ( Palermo) - 2h12'00"

1992
- Oro alla Berlin Half Marathon ( Berlino) - 1h01'14"
- 6º alla 20 km di Parigi ( Parigi) - 57'39"
- 45º al Nairobi International Crosscountry ( Nairobi) - 31'55"

1993
- Oro alla Maratona di Francoforte ( Francoforte sul Meno) - 2h11'53"
- Bronzo alla Mezza maratona di Lisbona ( Lisbona) - 1h00'36"
- Oro alla Mezza maratona di Chemnitz ( Chemnitz) - 1h05'34"
- 56º al Nairobi International Crosscountry ( Nairobi)

1994
- Bronzo alla Maratona di Francoforte ( Francoforte sul Meno) - 2h16'35"
- Bronzo alla Kyoto Half Marathon ( Kyoto) - 1h02'00"

1995
- Coppa Europa di atletica leggera ( Villeneuve d'Ascq)
- 16º alla Maratona di Berlino ( Berlino) - 2h18'28"

1996
- 5º alla Maratona di Rotterdam ( Rotterdam) - 2h11'39"
- Oro alla Mezza maratona di Kaiserslautern ( Kaiserslautern) - 1h03'40"
- 6º alla Berlin Half Marathon ( Berlino) - 1h02'57"

1997
- Oro alla Maratona di Colonia ( Colonia) - 2h12'00"
- 8º alla Maratona di Amburgo ( Amburgo) - 2h15'00"
- Oro alla Mezza maratona di Amburgo ( Amburgo) - 1h02'37"

1998
- Bronzo alla Maratona di Francoforte ( Francoforte sul Meno) - 2h12'58"
- Oro alla Maratona di Hannover ( Hannover) - 2h12'16"
- Bronzo alla Route du Vin Half Marathon ( Remich) - 1h02'23"

1999
- Oro alla Maratona di Hannover ( Hannover) - 2h13'48"
- 5º alla Mezza maratona di Paderborn ( Paderborn) - 1h03'49"
- Oro alla Kolner Medianlauf ( Colonia), 5 km - 15'56"

2000
- 7º alla Maratona di Hannover ( Hannover) - 2h36'25"
- 4º alla Mezza maratona di Paderborn ( Paderborn) - 1h06'31"

2001
- Oro alla Maratona di Lisbona ( Lisbona) - 2h14'27"
- Oro alla Maratona di Lipsia ( Lipsia) - 2h15'58"
- Argento alla Mezza maratona di Arnstadt ( Arnstadt) - 1h04'42"

2002
- Argento alla Maratona di Lipsia ( Lipsia) - 2h20'12"
- 7º alla Mezza maratona di Schotten ( Schotten) - 1h05'23"

2004
- 4º alla Maratona di Hannover ( Hannover) - 2h14'02"
- Argento alla Mezza maratona di Lengenfeld ( Lengenfeld) - 1h06'03"